# Mai 1924

## Événements
- Inde britannique : session annuelle de la Ligue musulmane à Lahore qui réclame plus d’autonomie pour les provinces à majorité musulmane.

- 4 mai : 
  - L’ingénieur français Étienne Œhmichen boucle le premier kilomètre en circuit fermé avec son hélicoptère no 2, à Arbouans près de Montbéliard.
  - Élections législatives. Le NSDAP entre au Reichstag. Wilhelm Marx (Zentrum) forme un nouveau gouvernement.

- 4 mai - 27 juillet, France : jeux olympiques d'été de 1924 à Colombes.

- 7 mai : fondation au Pérou par Víctor Raúl Haya de la Torre de l'Alliance populaire révolutionnaire américaine (Alliance populaire révolutionnaire américaine) autour des problèmes liés à l'accaparement de la terre par les latifundia et à la question de la place des indiens.

- 11 mai, France : victoire du Cartel des gauches (SFIO et radicaux) aux Législatives.

- 11 - 28 mai : grande éruption du Kīlauea, 1 mort[1].

- 16 mai - 20 mai, France : visite officielle du ras Tafari, Régent d'Éthiopie, reçu par le président de la République.

- 22 mai[2] : création à Paris de la Ligue universelle de défense de la race noire (Marc Tovalou Quénum, dit Kojo Tovalou Houénou, et René Maran).

- 23 - 31 mai : condamnation par le XIIIe congrès du PCUS des thèses de Léon Trotski.

- 30 mai : 500 miles d'Indianapolis. Les pilotes américains Lora Corum (en) et Joe Boyer s'imposent sur une Duesenberg.

- 31 mai : traité normalisant les relations de la République de Chine avec l’Union soviétique.

## Naissances
- 3 mai : 
  - Isadore Singer, mathématicien américain († 11 février 2021).
  - Jane Morgan, chanteuse américaine († 4 août 2025).
- 5 mai : « Parrita » (Agustín Parra Vargas), matador espagnol († 6 juin 1994).
- 6 mai : Maurice Mollin, coureur cycliste belge († 5 août 2003).
- 7 mai : André du Bouchet, poète français († 19 avril 2001).
- 10 mai : André Mészáros, peintre français d'origine hongroise († 14 novembre 2005).
- 14 mai :
  - Marcel Cuvelier, comédien français († 6 janvier 2015).
  - Marcel Robin, sociologue français († 19 novembre 2010).
- 16 mai : Dawda Jawara, homme d'État gambien Président de la République de Gambie († 27 août 2019).
- 19 mai : Yves Bescond, évêque catholique français, évêque auxiliaire émérite de Meaux († 23 août 2018).
- 17 mai : Gabriel Bacquier, chanteur d'opéra français († 13 mai 2020).
- 21 mai : Marie-Adélaïde de Luxembourg, membre de la famille grand-ducale de Luxembourg, décédée en 2007.
- 22 mai : Charles Aznavour, chanteur et acteur français († 1er octobre 2018).
- 23 mai : Flora Groult, écrivain français († 3 juin 2001).
- 25 mai : Germano Proverbio, religieux et latiniste italien († 27 mars 2020).
- 28 mai : Paul Hébert, acteur canadien († 20 avril 2017).

## Décès
- 1er mai : Louis Henry Davies, premier ministre de l'Île-du-Prince-Édouard et juge à la cour suprême.
- 20 mai : Joseph Timchenko, inventeur ukrainien (° 26 avril 1852).
- 21 mai : Adílio Daronch, jeune martyr brésilien (° 25 octobre 1908).
- 25 mai : Lioubov Popova, styliste et peintre russe (° 6 mai 1889).
- 27 mai : Paul Schaan, peintre français  (° 5 février 1857).